# 葉尼塞河

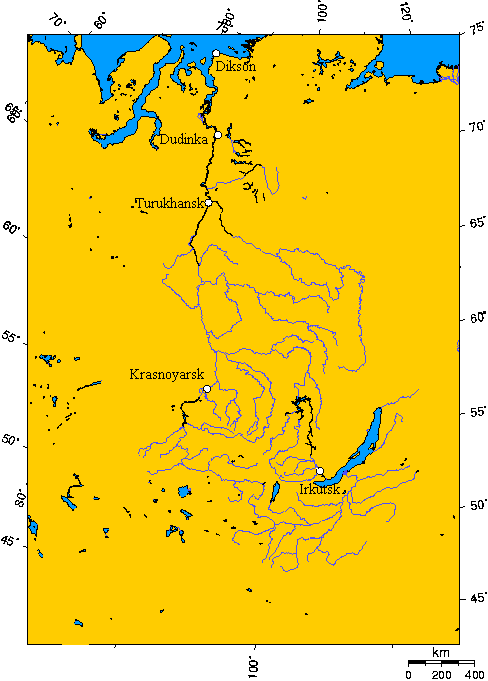
葉尼塞河流域圖

葉尼塞河（羅馬化：Yenisey），古稱劍河，謙河，是流入北冰洋最大的河流、世界第五长河流。起源於蒙古國，朝北流向喀拉海，其流域範圍包含了西伯利亞中部大部分地區。从小叶尼塞河河源算起，长4,102公里；以大叶尼塞河河源计，长4,092公里。如以色楞格河—安加拉河為源頭計算，全長5,539公里。河口处年平均流量1.8万立方米／秒，年径流量624立方公里，是俄罗斯水量最大的河流。水系明显不对称，右岸支流水量为左岸的5倍。

## 正源
葉尼塞河由兩條河流取其源頭：大叶尼塞河及小叶尼塞河。這两条河流在克孜勒匯合。

## 貝加爾河源

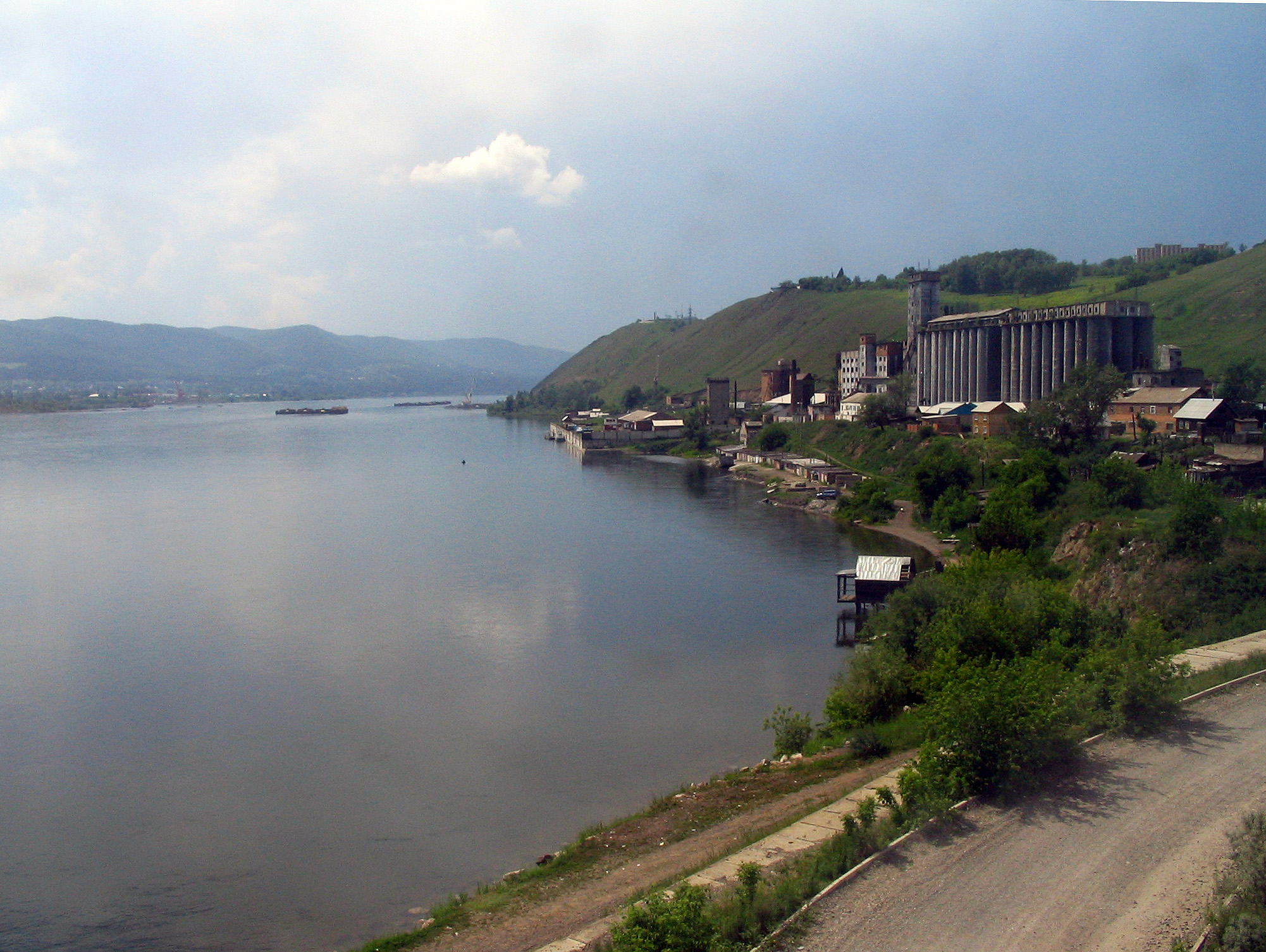
克拉斯諾亞爾斯克附近的叶尼塞河。

上安加拉河流入貝加爾湖北部，處於布里亞特共和國 。但它最大的源頭在色楞格河形成東南面的三角洲。它另一支流土拉河經過烏蘭巴托，而Egiin河流到 庫蘇古爾湖。由馬爾拉下游兩百多公里的萨彦－舒申斯克水电站大壩推動俄羅斯1989建成的最大的6400MW水力發電廠。一百公里下游的阿巴坎河流經阿巴坎，是哈卡斯共和國的首都，鄰近鄂畢河的丘雷姆河直達三百公里後的克拉斯諾亞爾斯克，也是西伯利亞鐵路及葉尼塞河的最大城市。克拉斯諾亞爾斯克港有克拉斯諾亞爾斯克水電站。封閉城市熱列茲諾戈爾斯克在70公里下游，可能是核工業區，有可能是葉尼塞河核污染的源頭。再200公里下游就到了安加拉地區。

## 安加拉河
安加拉河流到貝加爾湖再由伊爾庫茨克會流1840公里直至與葉尼塞河在斯特列爾卡匯合。它已有四處建了水壩，再多建水壩因可能破壞環保而遭到抗議。

## 上游
米努辛斯克以上为上游，长474 公里。从河源，自东向西流经宽阔草原盆地，河床宽 200—400公尺，至赫姆奇克河汇流处，急转向北流，横切西萨彦岭，谷窄、河深、流急、多险滩、跌水。大险滩以下水深20米。在出山峡口处的切廖穆什基附近，建有萨彦－舒申斯克水电站，水库回水已淹没险滩。

## 中游
米努辛斯克至安加拉河汇流处为中游，长876公里。左岸支流阿巴坎河汇入后，河谷展宽至5公里，河床宽500米以上。长达386公里 的克拉斯诺亚尔斯克水库。

## 下游
从安加拉河汇流处起至河口为下游，长 2137 公里。在叶尼塞斯克以下，又接纳石泉通古斯卡河下通古斯卡河、库列伊卡河等，水量大增，河床展宽，杜金卡宽2500—5000 米，图鲁汉斯克处河谷宽40公里。河口处宽达150公里。

## 航运
船轮自河口可上溯700公里到伊加尔卡。自萨彦诺戈尔斯克到河口的3013公里定期通航。

## 歷史
古代游牧民族的凯特人及尤格人緣岸而處。今天約有一千的凯特族人還在河流東中部流域生活。但已在十七至十九世紀被俄羅斯佔領。古代突厥生活在葉尼塞河南部，曾向土著堅昆人學習冶煉。 第二次世界大戰時，納粹德國與大日本帝國預計要在這裡會師，但此計劃因為德日兩軍自1943年起節節敗退，所以導致最後無法實行。

## 水力资源
叶尼塞河干支流上已建、拟建的，且容量在250万kW以上的水电站共有10座，总装机容量6782万kW，总年发电量2560亿kW·h。截至80年代中期，干流及一级支流已建成大中型水电站8座，总装机容量2705万kW，总年发电量1157．4亿kW·h，占干支流水能资源的36.5%。
叶尼塞河干流梯级开发：
| 梯级 | 名字                   | 开工 | 发电 | 竣工 | 装机（万千瓦） | 发电（亿kW·h） | 通航       | 注释                           |
| ---- | ---------------------- | ---- | ---- | ---- | -------------- | -------------- | ---------- | ------------------------------ |
| 1    | 埃勒盖茨克             |      |      |      |                |                |            | 远景                           |
| 2    | 图瓦水电站             |      |      |      |                | 150            |            | 远景                           |
| 3    | 希韦利格斯克水电站     |      |      |      |                | 23             |            | 远景                           |
| 4    | 萨彦-舒申斯克水电站    | 1968 |      | 1989 | 640            | 235            |            |                                |
| 5    | 迈纳水电站             |      |      |      | 45             | 20.4           |            | 萨彦舒申斯克水电站的反调节枢纽 |
| 6    | 奥切楚尔               |      |      |      | 40             | 18             |            | 远景                           |
| 7    | 米努辛斯克             |      |      |      | 45             | 22             |            | 示远景例                       |
| 8    | 克拉斯诺亚尔斯克水电站 | 1955 | 1967 | 1972 | 600            | 204            | 斜面升船机 |                                |
| 9    | 中叶尼塞水电站         |      |      |      | 650            | 300            |            | 远景                           |
| 10   | 奥西诺夫水电站         |      |      |      | 650            | 309            |            | 远景                           |
| 11   | 伊加尔卡水电站         |      |      |      | 660            | 330            |            | 远景                           |

其他支流水电站：
- 图鲁汉水电站位于下通古斯卡河下游，是一座超巨型水电站，设计装机容量2000万kW，年发电量460亿kW·h（单机容量150万kW）。
- 中通古斯卡河上规划有3座水电站，总装机容量250万kW，年发电量107亿kW·h。
- 汉泰卡河上建成了乌斯季汉泰卡水电站，总库容235亿立方米，有效库容173亿立方米，装机容量44．1万kW，年平均发电量20亿kW·h，1963年开始施工，1970年开始发电。为诺里斯地区生产综合体提供电力。
- 库列伊水电站位于叶尼塞河支流库列伊卡河上，总装机容量60万kW，年平均发电量为26亿kW·h。

## 外部連結
- 流域資料含地圖
- 布拉茨克水壩及安加拉河圖片集 （页面存档备份，存于）
- Sayano-Shushenskaya 水壩
- 克拉斯諾亞斯克水壩
- 生態圖片集 (克拉斯諾亞斯克邊疆區)
- 克拉斯諾亞斯克圖片集